# José Quintana Valdivieso
José Quintana Valdivieso (Madrid, 25 de marzo de 1975) es un exjugador de baloncesto español. Con 1,99 de estatura, su puesto natural en la cancha era el de alero. Su padre, José Quintana Viar, fue alcalde de Fuenlabrada (1983-2002) y su tío, Óscar Quintana, es entrenador de baloncesto y ha dirigido, entre otros equipos, al Club Baloncesto Fuenlabrada.

## Trayectoria deportiva
Formado en las categorías inferiores del  Estudiantes y Fuenlabrada, llegaría a formar parte de la primera plantilla fuenlabreña durante 6 años, aunque con muy escaso protagonismo, ya que en 5 años en acb, solo pudo disputar 26 encuentros. Se retiró del baloncesto profesional en el año 2002 cuando contaba con 27 años.